# Hydrobates
Hydrobates is een geslacht van vogels uit de familie Noordelijke stormvogeltjes (Hydrobatidae). Het geslacht telt 18 soorten.

## Soorten
- Hydrobates castro  – Madeirastormvogeltje
- Hydrobates cheimomnestes  – Ainleys stormvogeltje
- Hydrobates furcatus  – Parelgrijs stormvogeltje
- Hydrobates homochroa  – Californisch stormvogeltje
- Hydrobates hornbyi  – Gekraagd stormvogeltje
- Hydrobates jabejabe  – Kaapverdisch stormvogeltje
- Hydrobates leucorhous  – Vaal stormvogeltje
- Hydrobates macrodactylus  – Guadalupestormvogeltje
- Hydrobates markhami  – Humboldts stormvogeltje
- Hydrobates matsudairae  – Japans stormvogeltje
- Hydrobates melania  – Zwart stormvogeltje
- Hydrobates microsoma  – Dwergstormvogeltje
- Hydrobates monorhis  – Chinees stormvogeltje
- Hydrobates monteiroi  – Monteiro's stormvogeltje
- Hydrobates pelagicus  – Stormvogeltje
- Hydrobates socorroensis  – Townsends stormvogeltje
- Hydrobates tethys  – Galapagosstormvogeltje
- Hydrobates tristrami  – Tristrams stormvogeltje